# Zašto nisam musliman
Why I Am Not a Muslim, knjiga koju je napisao Ibn Warraq, kritika je islama i Kurana. Prvi ju je izdao Prometheus Books u SAD-u 1995. godine. Naslov knjige je hommage Russellovu eseju "Zašto nisam kršćanin" u kojem Russell kritizira religiju u kojoj je odgojen.

## Poglavlja
- Poglavlje 1. Rushdieva afera
- Poglavlje 2. Korijeni islama
- Poglavlje 3. Problem izvora
- Poglavlje 4. Muhamed i njegova poruka
- Poglavlje 5. Kuran
- Poglavlje 6. Totalitarna priroda islama
- Poglavlje 7. Je li islam kompatibilan s demokracijom i ljudskim pravima?
- Poglavlje 8. Arapski imperijalizam, islamski kolonijalizam
- Poglavlje 9. Arapska osvajanja i položaj nemuslimanskih tema
- Poglavlje 10. Hereza i heterodoksija, atezam i slobodoumlje, razum i otkrivenje
- Poglavlje 11. Grčka filozofija i znanost i njihov utjecaj na islam
- Poglavlje 12. Sufizam ili islamski misticizam
- Poglavlje 13. Al-Ma'arri
- Poglavlje 14. Žene i islam
- Poglavlje 15. Tabui: vino, svinje i homoseksualnost
- Poglavlje 16. Konačna procjena Muhameda
- Poglavlje 17. Islam na Zapadu

## Izdanja
- Prometheus Books (tvrdi uvez), 1995., ISBN 0-87975-984-4
- (francuski) Age d'homme, (1999.), ISBN 2-8251-1259-3
- (perzijski), 2000
- Prometheus Books (meki uvez), 2003., ISBN 1-59102-011-5
- (španjolski) Ediciones del Bronce, Barcelona, 2003 ISBN 84-8453-146-5
- (danski) Lindhardt og Ringhof, 2004., ISBN 87-595-2065-5